# 富岡宣永
富岡 宣永（とみおか のぶなが、1870年3月9日（明治3年2月8日） - 1949年（昭和24年）12月26日）は、日本の神職。富岡八幡宮宮司（第17代）。旧姓・森。

## 経歴
香川県仲多度郡象郷村の森粂八の三男。少時、郷里の私立中学明道校に学ぶ。1887年に上京して皇典講究所に入り、1892年に優等で卒業する。群馬県皇典講究分所教授に任ぜられ、傍ら県立中学教師となるが、1年在職して帰京する。日々図書館に入り、独学独習する。和漢の文学に通じる。
日清戦争に予備として召集され、広島輜重兵大隊に入る。凱旋すると、東京深川富岡八幡宮宮司・富岡有永の養子となり、社司に補せられ、養父の業を継ぐ。皇典講究所評議員となり、東京府神職会副会長に推され、奏任の待遇を受く。1949年に死去。叙従六位。

## 人物
趣味の人である。和漢英学を兼ねて、特に文学を好む。嗜好は謡曲、書道及び挿花。国学院々友会水穂会各会員である。住所は東京市深川区富岡町一丁目（現・東京都江東区富岡）。

## 家族・親族
富岡家
- 養父：富岡有永（1838年 - 1895年）。富岡八幡宮第16代宮司。
- 妻：トヨ子（1877年 - ?）[1]
- 長女：好子[1]（1897年 - ?）。富岡盛彦の妻[7]。
- 次女[1]
- 三女[1]
- 養子：盛彦（1892年 - 1974年）。福岡県出身。沢渡敬吉の二男[7]、富岡八幡宮第18代宮司。
  - 同長女：美枝（1923年 - ？）[7]
  - 同長男：邦臣（1926年 - ？）[7][8]
  - 同次男：興永（1928年 - 2012年）。出生名は宰一郎[7]。富岡八幡宮第19代宮司。
  - 同次女：昌子（1931年 - ？）[7]